# Smallpox Hospital
O Smallpox Hospital, às vezes chamado de Renwick Smallpox Hospital e, mais tarde, de Maternity and Charity Hospital Training School, é um hospital abandonado, localizado na Roosevelt Island, em Manhattan, Nova York. Inaugurado em 1856, quando a ilha era conhecida como Blackwell's Island, o hospital foi originalmente projetado pelo arquiteto James Renwick Jr. Possuía 100 leitos.
Um século depois, o hospital foi fechado, e o prédio, abandonado. Com o passar do tempo, começou a ruir. Foi listado no Registro Nacional de Lugares Históricos em 1972 e se tornou um marco da cidade de Nova York quatro anos depois. É o único prédio em ruínas da cidade com essa designação.

## História

#### Hospital e escola
Apesar da disponibilidade da vacina contra a varíola, a cidade de Nova York ainda teve grandes surtos de doença, em parte devido à chegada de imigrantes infectados. Localizado na ponta sul da ilha em uma tentativa de colocar em quarentena os pacientes, o hospital tinha uma grande enfermaria, além de salas privadas nos andares superiores. Em 1875, o hospital fechou e tornou-se um centro de treinamento para enfermeiros. Mais tarde, foi renomeado como Hospital de Caridade. Renwick projetou o edifício no estilo neogótico e, entre 1903 e 1905, duas extensões com o mesmo tema arquitetônico foram construídas, denominadas de Home for the Nurses e Maternity and Charity Hospital Training School, para acomodar a crescente base de estudantes. Na década de 1950, o Hospital de Caridade e a escola de enfermeiros fecharam, e suas operações se mudaram para novos edifícios no Queens.

#### "Ruínas de Renwick"
Ambos os edifícios se deterioraram por falta de conservação, acabando por se tornarem ruínas. Na década de 1970, o arquiteto Giorgio Cavaglieri os inspecionou, fazendo planos para reforçar as paredes do prédio principal.  Em 1972, o hospital foi adicionado ao Registro Nacional de Lugares Históricos, tornando-se a "única ruína" com esse registro na cidade de Nova York. Em 1973, Welfare Island foi renomeada como Roosevelt Island em homenagem ao ex-presidente Franklin Delano Roosevelt. Muitas vezes chamado de Renwick Ruin, o antigo hospital passou a ser iluminado à noite a partir de 1995, em um esforço – que acabou sendo bem sucedido – para levantar fundos, visando estabilizar a estrutura. No entanto, em 26 de dezembro de 2007, uma parte no lado norte entrou em colapso, tornando-se urgente os planos de preservação. Após um projeto de estabilização que custou US$ 4,5 milhões, as ruínas do hospital tem planos de serem abertas ao público.
De acordo com o Guia AIA para a cidade de Nova York, os restos do Hospital da Varíola foram classificados pelo historiador de arquitetura Paul Zucker, em seu livro de 1968 Fascination of Decay, como as ruínas que tem "uma expressão de um estranho humor romântico... uma documentação palpável de um período no passado... algo que lembra um conceito específico de espaço arquitetônico e proporção". A Comissão de Preservação de Marcos de Nova York, em seu relatório de 1976, em que designa as ruínas como um marco da cidade, especulou que "o Hospital da Varíola poderia facilmente se tornar o equivalente americano das grandes ruínas góticas da Inglaterra, como foi até o final do século XIII com a Abadia de Tintern, em Monmouthshire, que foi admirada e apreciada desde o século XVIII como uma ruína romântica", e descreveu o edifício como "uma pitoresca ruína, que poderia facilmente servir de cenário para um romance gótico do século XIX".

## Na cultura popular

#### Literatura
- 2007 - No livro Cidade dos Ossos, o hospital foi usado pelo personagem Valentine Morgenstern como esconderijo.

#### Videogames
- 2008 - As ruínas do hospital aparecem no videogame Grand Theft Auto IV, que é ambientado em uma versão ficcional da cidade de Nova York.

#### Cinema
- 1993 - No filme For Love or Money (Por Amor ou por Dinheiro), Doug Ireland (interpretado por Michael J. Fox) quer comprar um "hotel abandonado" no extremo sul da Ilha Roosevelt, referindo-se às ruínas do Smallpox Hospital.
- 2002 - No filme Spider-Man, o Duende Verde atrai o Homem-Aranha para uma luta no abandonado Smallpox Hospital.

## Ligações Externas
- Renwick Smallpox Hospital fotografias (em inglês)